# Пріхна Тетяна Олексіївна
Пріхна Тетяна Олексіївна — вчена, що вивчає проблеми фізичного і хімічного матеріалознавства, фахівець в галузі створення монокристалічних, масивних і плівкових матеріалів з використанням технологій синтезу і спікання в широкому діапазоні зміни тисків та температур (вакуумні технології, вільний спікання, гаряче і изостатическое пресування, висока квазиизостатические тиск, электроискровое спікання та ін). Відома як творець надпровідних матеріалів з високим рівнем функціональних характеристик, а також машин і пристроїв на їх основі. Займається синтезом МАХ фаз, а також створенням композиційних конструкційних матеріалів на базі тугоплавких боридів, карбідів і нітридів. Досліджує закономірності формування структури матеріалів з заданим рівнем властивостей використовуючи рентгенівську дифракцію, трансмісійну і растрову електронну мікроскопію, Оже - і Рамановську спектроскопію, магнітні та транспортні методи оцінки надпровідних властивостей, традиційні методи дослідження хімічних і механічних характеристик. 
Кандидат технічних наук (1986), Доктор технічних наук (1998), професор (2007), член-кореспондент НАН України (2006), Академік Всесвітньої Академії Кераміки (2006).

## Біографія
Народилася 22 вересня 1957 року, місто Київ, Україна. Закінчила факультет хімічного машинобудування Київського політехнічного інституту (сучасна назва — Національний технічний університет України «Київський політехнічний інститут») в 1980 р. отримавши спеціальність інженера-механіка., а в 1990р без відриву від виробництва закінчила спеціальний факультет Київського державного Університету ім. Т. Шевченка і отримала диплом за спеціальністю "Фізика високотемпературних надпровідників ". 
У 1986 р. захистила дисертацію кандидата технічних наук «Синтез монокристалів з розплаву системи Al-B-C абразивного призначення» (Інститут надтвердих матеріалів НАН України) та доктора технічних наук «Основи термобаричної обробки високотемпературних надпровідників» в 1998 р (Інститут надтвердих матеріалів НАН України). З 2006 року член-кореспондент НАН України. У 2007 р. отримала звання професора. У 2006 році була обрана академіком Всесвітньої Академії кераміки (World Academy of Ceramics), Італія.

### Діяльність
Інститут надтвердих матеріалів НАН України (1980 - теп. час).
Київський національний університет будівництва і архітектури (2000-теп. час) — робота за сумісництвом
- З 2005 р. — зав. відділу Інституту надтвердих матеріалів ім. В. Н. Бакуля НАН України,
- З 2001-професор кафедри хімії Київського національного університету будівництва і архітектури,

а також:
- запрошений професор (2003), лабораторія CRETA (Консорціум дослідників передових технологій)/CNRS, м. Гренобль, Франція;
- запрошений професор (2004, 2005, 2006, 2008, 2009), Інститут фізики високих технологій а згодом Інститут фотонних технологій ім. Лейбніца р. Йєна, Німеччина;
- запрошений професор (2007), лабораторія Фізики металургії/CNRS, р. Пуатьє, Франція
- професор (за сумісництвом), кафедра хімії Київського національного університету будівництва і архітектури (2001 - теп. час);
- член редколегії журналу «Надтверді матеріали» («Superhard Materials» (Springer)) (2012 — до наст.часу);
- член Редколегії Європейського товариства прикладної надпровідності (Editorial board of European Society of Applied Superconductivity) (2005-2010);
- член Європейського товариства прикладної надпровідності (European Society of Applied Superconductivity) (2005 — до наст.часу);
- член редколегії журналу «Ceramics International» (Elsivier) (2006-2011).

## Почесні звання
Лауреат
- Орден княгині Ольги III ступеня (2012);
- Почесна грамота Кабінету Міністрів України (2008);
- Знак «Ушинський К. Д.» Академії педагогічних наук України (2011);
- Пам'ятна медаль до 90-річчя Національної Академії наук України (2008);
- Бронзова медаль ВДНГ СРСР (1987).

## Публікації
1. Бориды алюминия, П. С. Кислый, В. А. Неронов, Т. А. Прихна, Ю. В. Бевза, Киев, «Наукова думка».-1990. — 192 с.
2. Т. О. Пріхна, Наноструктуровані керамічні надпровідні матеріали для струмообмежувачів, електричних машин та пристроїв, що працюють на принципах левітації // Физико-технические проблемы современного материаловедения — 2013. — Том.2 — С. 300—318.
3. T.A. Prikhna, M. Eisterer, H.W. Weber, W. Gawalek, V.V. Kovylaev, M.V. Karpets, T.V. Basyuk and V.E. Moshchil Nanostructural inhomogeneities acting as pinning centers in bulk MgB2 with low and enhanced grain connectivity // Supercond. Sci. Technol. — 2014. — Vol. 27, № 4. — Р. 044013 (9pp)
4. T. Prikhna, M. Eisterer, H. W. Weber, W. Gawalek, X. Chaud, V. Sokolovsky, V. Moshchil, A. Kozyrev, V. Sverdun, R. Kuznietsov, T. Habisreuther, M. Karpets, V. Kovylaev, J. Noudem, J. Rabier, A. Joulain, W. Goldacker, T. Basyuk, V. Tkach, J. Dellith, C. Schmidt, A. Shaternik, Pinning in MgB2- and YBaCuO-вased superconductors: effect of мanufacturing pressure and temperature // IEEE transactions on applied superconductivity. — 2013. — Vol. 23, №. 3, 8001605 (5pp).
5. Т. А. Прихна, С. Н. Дуб, A.В. Старостина, М. В. Карпец, T. Кабьеш, П. Шартье Механические свойства материалов на основе МАХ-фаз системы Ti-Al-C // Сверхтвердые материалы. — 2012. — № 2. — С. 38-48.
6. T.A. Prikhna, W. Gawalek, V.E. Moshchil, N.V. Sergienko, V.B. Sverdun, A.B. Surzhenko,L.S. Uspenskaya, R. Viznichenko, A.A. Kordyuk, D. Litzkendorf, T. Habisreuther, S. Kracunovska and A.V. Vlasenko. Formation of superconducting junctions in MT-YBCO // Supercond. Sci. Technol. — 2005. — Vol. 18. — P. 153—157

- монографії -4;
- статті — 183;
- винаходи (патенти, авторські свідоцтва) — 22;
- наукові публікації 387.